# Cola le-testui
Cola letestui  (лат.) — вид растений из рода Кола семейства Мальвовые. Эндемик Габона. Вид находится под угрозой исчезновения.
Вид был назван в честь французского коллекционера Жоржа Ле Тестю (фр. Georges Le Testu).